# Seznam postav filmové série Piráti z Karibiku
Tyto postavy se objevily v tetralogii Piráti z Karibiku.

## Hlavní postavy

### Kapitán Jack Sparrow
Kapitán Černé perly a vůdce karibských pirátů. Sparrow se pokouší získat zpět svou loď Černou perlu, o kterou jej v prvním filmu připravil první důstojník Hector Barbossa. Zároveň se pokouší uniknout krevní mstě Davy Jonese, při čemž bojuje s Východoindickou společností. 

### Hector Barbossa
V prvním díle soupeří s Jackem Sparrowem o moc nad lodí Černá perla. V následujících dílech mu patřila loď Pomsta královny Anny a s ní i meč, kterým je možné ovládnout jakoukoliv loď, za což si musel  uříznout nohu a jen jeho vytrvalost a odvaha ho zachránila před smrtí. K jeho osobnosti patřila také opička Jack, kterou vlastní. Byl jedním z tzv. Pirátských vůdců, kteří se účastnili Bratrského sněmu, kde rozhodovali o důležitých událostech. Jako každému pirátu jde i jemu o zlato a majetek.

### Elizabeth Swann
Elizabeth Swannová, později Elizabeth Turner, je dcera Jamajského guvernéra Weatherbyho Swanna. Přestěhovala se z Anglie na Jamajku. Když byla malá našla chlapce v moři. Ukázalo se že tím chlapcem byl William Turner. Sebere Williamovi medailon z aztéckého zlata. V den, kdy je její přítel James Norrington povýšen na komodora, jí dojde dech v korzetu a spadne do moře. Odtud ji vytáhne Jack Sparrow. V tu chvíli má Elizabeth na sobě Willův medailon. Ještě ten večer připluje na Jamajku Černá perla. Unese Elizabeth, protože si Barbossa myslí že je Elizabeth klíčem ke zlomení kletby. Bohužel není. Elizabeth se zamiluje do Willa. Chtějí uspořádat svatbu, ale musejí pomoct Jackovi. Nakonec Elizabeth Jacka zabije. Uvědomí si jaká to byla chyba a s Barbossou požaduje po pirátovi Sao Fengovi loď. Tu získají díky Willovi. Sao Feng si za účast na Bratrském sněmu vyžádá Elizabeth, mylně se totiž dovnímá že jde o bohyni moří Kalypsó. Sao Fengova loď Empress je zajata Bludným Holanďanem. Umírající Sao Feng prohlásí Elizabeth kapitánkou. Všichni jsou ve vězení, odkud je zachrání Norrington. Ten je vzápětí zabit a Elizabeth se vydává na Bratrský sněm. Rozhodní o boji s Východoindickou společností je trochu divoké. Díky Jackovi je Elizabeth zvolena za královnu pirátů a připraví boj. V průběhu boje se Elizabeth a Will vezmou. Will umírá a stává se kapitánem Bludného Holanďana. Společně porazí Východoindickou společnost. Musejí se ale rozloučit na deset let. Po deseti letech se Will na den vrátí a Elisabeth už na něj i s jejich synem Hunrym čeká. Až Hunry dospěje vysvobodí Willa a Will s Elisabeth mohou být zase spolu.

### William Turner
Will je syn Billa Turnera, piráta na Černé perle. Byl zachráněn lodí Weatherbyho Swanna, když byla Billova obchodní loď zničena a Bill zabit. Dělal kováře, vyrobil Norringtonův meč. Zachrání Jacka z vězení, do kterého ho předtím poslal a ukradne s ním loď Střelu. Plaví se na záchranu Elizabeth, do které je Will zamilovaný. Spolu s Jackem zabijí Barbossu. Will potom musí pomoct Jackovi od stovky let otroctví na lodi Daveyho Jonese. Přemluví Sao Fenga aby dal Barbossovi loď, pod podmínkou zrady Jacka. Bojuje s Jonesem a svým otcem. Porazí otce ale je zabit Jonesem. Z posledních sil, když se Jones brání útokům Billa, probodne Will Jonesovo srdce. Bill poté vytrhne Willovo srdce a vloží ho do schránky. Will se stane vůdcem Bludného Holanďana. Spojenými silami porazí Becketa.

### Davy Jones
Bývalý kapitán Bludného Holanďana, viz Davy Jones. Poprvé se objevil ve filmu Piráti z Karibiku: Truhla mrtvého muže jako hlavní záporná postava. Vychází z námořnických legend o Truhle Davyho Jonese a o Bludném Holanďanovi.

### Joshamee Gibbs
Gibbs kdysi sloužil v královském námořnictvu, byl dobrým přítelem pana Swanna. Přestěhoval se do Tortugy a dostal se k Jacku Sparrowovi. Plul s ním a Willem za záchranou Elizabeth. Pomáhal Jackovi při všech jeho cestách.

### James Norrington
Snoubenec Elizabeth, nejdříve komodor. Elizabeth ho přemluvila aby bojoval o Isla de Muerta. Jako pomocník pirátů byl poté zbaven hodnosti. Aby získal svou slávu, ukradl srdce Davyho Jonese a donesl ho Becketovi. Ten ho povýšil na admirála. Dal mu velení nad Bludným Holanďanem. James zradil a propustil Elizabeth z vězení. Byl zabit Williamovým otcem Billem. Davy Jones sebral Jamesovi jeho slavný meč.

### Kapitán Armando Salazar
Celé jméno: El Matador Del Mar
Přezdívka: Řezník oceánu
Původ: Španělsko
Loď: Tichá Máří
Hodnost na lodi: Kapitán
Úhlavní nepřítel: Jack Sparrow
Otec: ???
Matka: ???
Cíl: zabít Jacka Sparrowa
Děti:

## Další postavy
- Cutler Beckett - šéf Východoindické společnosti
- Ian Mercer - pravá ruka lorda Becketta
- Weatherby Swann - otec Elizabeth a guvernér
- Ragetti - hloupý pirát s dřevěným okem
- Pintel - hloupý pirát a Ragettiho kamarád
- Sao Fang - singapurský kapitán
- Tia Dalma alias Kalypsó - kamarádka Jacka Sparrowa,bohyně moří a láska Davyho Jonese
- Angelica Teach - Jackova osudová láska
- Edward Teach alias pirát Černovous - Angeličin otec, velmi nebezpečný pirát
- Teague Sparrow - Jackův otec, Strážce zákoníků a hrůzostrašný madagaskarský pirát
- Sirena - mořská panna
- Phillip - láska Sireny
- Mullroy - voják, později pirát
- Murtogg - voják, později pirát
- Gillette - poručík
- Groves - poručík
- Cotton - němý, mluví za něj jeho papoušek